# Bopha !
Pour les articles homonymes, voir Bopha.
Pour plus de détails, voir Fiche technique et Distribution.
Bopha ! (Bopha!) est un film américain réalisé par Morgan Freeman et sorti en 1993. Il s'agit d'une adaptation d'une pièce de théâtre de Percy Mtwa de 1986.

## Synopsis
En Afrique du Sud, en plein apartheid, un policier noir subit les foudres de ses supérieurs blancs.

## Fiche technique
- Titre : Bopha !
- Titre original : Bopha!
- Réalisation : Morgan Freeman
- Scénario : Brian Bird, John Wierick
- Photographie : David Watkin
- Musique : James Horner
  - Lyrics : Sam Phillips
- Direction artistique : Tracey Moxham
- Décors : Michael Philips
- Costume : Dianna Cilliers
- Montage : Neil Travis
- Producteur : Lawrence N. Taubman, Lori McCreary (coprod.), Arsenio Hall (exécutif), Michael L. Games (associé)
- Société de production : Arsenio Hall Communications, Taubman Entertainment Group
- Société de distribution : Paramount Pictures
- Pays de production :  États-Unis
- Genre : drame
- Durée : 120 minutes
- Format : 1.85 : 1 - 35 mm
- Langue originale : anglais
- Date de sortie : 
  - Canada : 17 septembre 1993 (festival de Toronto)
  - États-Unis : 17 septembre 1993

## Distribution
- Danny Glover (VF : Richard Darbois) : Micah Mangena
- Malcolm McDowell (VF : Jacques Brunet) : De Villiers
- Alfre Woodard (VF : Michèle Buzynski) : Rosie Mangena
- Maynard Eziashi : Zweli Mangena
- Malick Bowens (VF : Philippe Dumond) : Pule Rampa
- Gift Burnett : Philomen
- Fidelis Cheza : Josiah Machikano
- Michael Chinyamurindi (VF : Maurice Decoster) : Solomon
- Marius Weyers (VF : Bernard Woringer) : Van Tonder
- Eric Nobbs (VF : Yves-Marie Maurin) : le commissaire de Police

## Bande originale
1. "PIRI WANGO IYA"
  - Écrit et interprété par Geoffrey Oryema
2. "NO MONEY NO LIFE"
  - Écrit par Cosmos Chidumule, interprété par Remmy Ongala & Orchestre Super Matimila
3. "SHAM BACH OVERTURE"
  - Écrit par Paul Delph & Ric Blair
4. "AFRICAN AFTERNOON"
  - Écrit par Paul Delph & Ric Blair, interprété par Paul Delph, Ric Blair & Doug Webb
5. "JUJA"
  - Écrit et interprété par Michael Travis
6. "SENZENI NA"
7. "SIYAYA EPITOLI"
8. "MAYIBUYE IAFRIKA"
9. "TATE GE KE SA SEPELA"
10. "HAYO INYHWEBA ABAYO"
11. "AMANDLA!"
  - Musique de James Horner, paroles de Sam Phillips

## Autour du film
- C'est le premier, et à ce jour unique, film en tant que réalisateur pour Morgan Freeman.
- Le film a été tourné à Goromonzi et à Harare au Zimbabwe.